# Глатки ендоплазматични ретикулум
Глатки ендоплазматични ретикулум не садржи рибозоме. У облику је цевчица и везикула. Улоге ове врсте ретикулума су многобројне:
- синтеза липида, холестерола и фосфолипида (изграђују ћелијске мембране);
- синтеза стероидних хормона из холестерола;
- детоксикација многих штетних супстанци (пестициди, конзерванси, лекови, канцерогене материје и др.) коју врше ћелије јетре, плућа, бубрега, црева;
- у мишићним ћелијама има посебну улогу у магационирању јона Са++ који је неопходан за мишићне контракције; у овим ћелијама се глатки ЕР назива саркоплазматични ретикулум.